# Bnin (gromada)
Bnin – dawna gromada, czyli najmniejsza jednostka podziału terytorialnego Polskiej Rzeczypospolitej Ludowej w latach 1954–1972.
Gromady, z gromadzkimi radami narodowymi (GRN) jako organami władzy najniższego stopnia na wsi, funkcjonowały od reformy reorganizującej administrację wiejską przeprowadzonej jesienią 1954 do momentu ich zniesienia z dniem 1 stycznia 1973, tym samym wypierając organizację gminną w latach 1954–1972.
Gromadę Bnin z siedzibą GRN w Bninie (obecnie w granicach Kórnika) utworzono – jako jedną z 8759 gromad na obszarze Polski – w powiecie śremskim w woj. poznańskim, na mocy uchwały nr 36/54 WRN w Poznaniu z dnia 5 października 1954. W skład jednostki weszły obszary dotychczasowych gromad Bnin, Biernatki, Błażejewo, Dębiec, Konarskie, Prusinowo i Skrzynki ze zniesionej gminy Kórnik w tymże powiecie. Dla gromady ustalono 13 członków gromadzkiej rady narodowej.
1 stycznia 1960 z gromady Bnin wyłączono miejscowość Skrzynki, włączając ją do nowo utworzonej gromady Kórnik-Północ w tymże powiecie, po czym gromadę Bnin zniesiono, włączając jej (pozostały) obszar do nowo utworzonej gromady Kórnik-Południe tamże.